# Arany Adalbert László
Arany Adalbert László (szlovákul L. Albert Arany, Betlér, 1909. szeptember 19. – Rozsnyó, 1967. október 13.) szlovákiai magyar nyelvész, tanár, néprajzkutató, múzeumigazgató, a szlovák nyelvjáráskutatás egyik megalapítója.

## Élete
Rozsnyón érettségizett, majd a pozsonyi Comenius Egyetemen szlovák nyelvészetet és filozófiát tanult. 1937-ben szerzett doktori címet, majd évekig a pozsonyi magyar gimnázium tanára volt. 1937-től a Šafárik Tudós Társaság nyelvtudományi szekciója mellett működő magyar bizottság vezetőjeként a szlovákiai magyar nyelvjárások gyűjtését irányította. 1943–1946 között a Szlovák Tudományos Akadémia kutatója. 1946-ban magyar nemzetisége miatt elbocsátották állásából.
1947-ben bekapcsolódott a Csehszlovákiai Magyar Demokratikus Népi Szövetség munkájába. 1949-ben letartóztatták, és 8 évi kényszermunkára ítélték. 1955-ben elnöki amnesztiával szabadult. 1955–1958 között a rozsnyói Járási Múzeum igazgatója, 1958-tól Pozsonyban fizikai munkás, majd a munkatáborban szerzett súlyos betegsége miatt visszaköltözött Rozsnyóra. Utolsó éveiben ismét nyelvészeti kutatásokat folytatott. Jozef Orlovskýval megírta az első szlovák nyelvű strukturalista nyelvtankönyvet. Érintőlegesen a szlovákiai magyarok néprajzával is foglalkozott. Hagyatékát családja, majd Ambrus Ferenc őrizte meg. Ennek feldolgozása során került elő ismét azon balladagyűjtemény, amelyet még a II. világháború alatt gyűjtött diákjaival közösen.

## Emléke
- A szlovákiai Kolon községben emléktábla.

## Művei
- 1936 Zprávy o dialektologických štúdiách v Gemeri a v doline Slanskej. Nárečia Slanskej doliny. Carpatica I-a, 34-–70.
- 1938 Maďarské jazykové vplyvy v západoslovenských nárečiach. Pozsony, doktori értekezés.
- 1939 Zpráva o činnosti maďarskej komisie jaz. odboru USŠ a členov maďarského seminára Univerzity Komenského v Bratislave. Carpatica 2, řada A, 96–107.
- 1940 Psychologické základy javov bilingvistických. Linguistica Slovaca I-II, 39-–52.
- 1940 Magyar népnyelv. Linguistica Slovaca I-II, 377.
- 1940 Striednice typu ä, á v nárečí nižnoslanskom. Sborník Matice slovenskej 1. Jazykoveda XVIII/1-2, 17–25.
- 1941 Magyarság, népdal és népviselet. In: Császár István (Szerk.): A Toldy Kör irodalmi évkönyve 1941. Pozsony, 33-–42.
- 1941 A szlovákiai magyarság néprajza. Bratislava.
- 1944 Kolon nyelvjárásának fonológiai rendszere. Bevezetés a szerkezeti nyelvjárástanba. Pozsony.
- 1946 Gramatika jazyka slovenského. Bratislava. (tsz. Jozef Orlovský)
- 1947 K porovnávaciemu jazykovému výskumu na Slovensku. Jazykovedný sborník 12, 389–422.
- 1957 Régi bányászatunk kezdete Rozsnyón. Bányász Szó VII, 59.
- 1958 Csucsom bányászati története. Bányász Szó VIII, 36.
- 1958 Berzéte mint bányahely. Bányász Szó VIII, 10-11.
- 1967 The Phonological System of a Hungarian Dialect = Kolon nyelvjárásának fonológiai rendszere. Bloomington.
- 1967 Trubetzkoy nyelvelméletének és fonológiájának lélektani és logikai alapja. I-II. Nyelvtudományi Közlemények, LXIX/1-2.
- Az ősmagyar nyelv szerkezetrendje és érvénytelenítése. Nyelvtudományi Értekezések 58, 67-70.
- 1967 Axiomatische Probleme der Phonologie. Wiener Slavistisches Jahrbuch, Ergänzungsband VI, 382–385.
- 1967 Ausgewählte schriften von Gyula Laziczius. Ural-Altaische Jahrbücher 39, 264–266.
- 1968 Das system der finnisch-ungrischen und der urmadjarischen Sprache. Acta Linguistica, 17–23.
- 1969 Das Finnougrische und das Urungarische in der eurasischen Lautlandschaft.
- 1986 A szlovákiai magyarság néprajza. In: Turczel Lajos (szerk.): Ének az éjben. Szlovákiai magyar írók 1939-1945. Bratislava, 277-–289.
- 1990 A szlovákiai magyarság néprajza. Rozsnyó.
- 1990 A bilingvis jelenségek pszichológiai alapjai. Regio 1/ 1, 96–111. (Ford. Svoboda Róbert)
- 1998 A kétnyelvűség jelenségeinek pszichológiai alapjai. In: Tanulmányok a magyar-szlovák kétnyelvűségről. Pozsony, 7–31. (Ford. Zeman László)
- A bal szélső (Kézirat). Fórum Kisebbségkutató Intézet, Bibliotheca Hungarica, Somorja.
- Liszka József (Szerk.) 2009: Nyitra vidéki népballadák (Arany A. László hagyatékából). Somorja.